# Ardagh GAA
L'Ardagh GAA è un club di calcio gaelico che rappresenta Ardagh e fu fondato nel 1929. Milita nella North Division della contea. 

## Storia
La prima notizia relativa ad una formazione del paesino di Ardagh risale al 1908 quando una compagine sfidò una rappresentativa di Knockmore. Tuttavia fu solo nel 1929 che venne ufficialmente fondata una squadra, dal momento che la maggior parte dei giocatori preferiva tesserarsi con la più blasonata franchigia dei Ballina Stephenites. Nei primi anni la squadra ebbe buoni risultati, con una brusca interruzione dal 1932, quando un camioncino con a bordo alcuni giocatori sbandò, finì fuori strada. Alcuni giocatori riportarono ferite serie e non furono più in grado di giocare. 